# Smash (tennis)

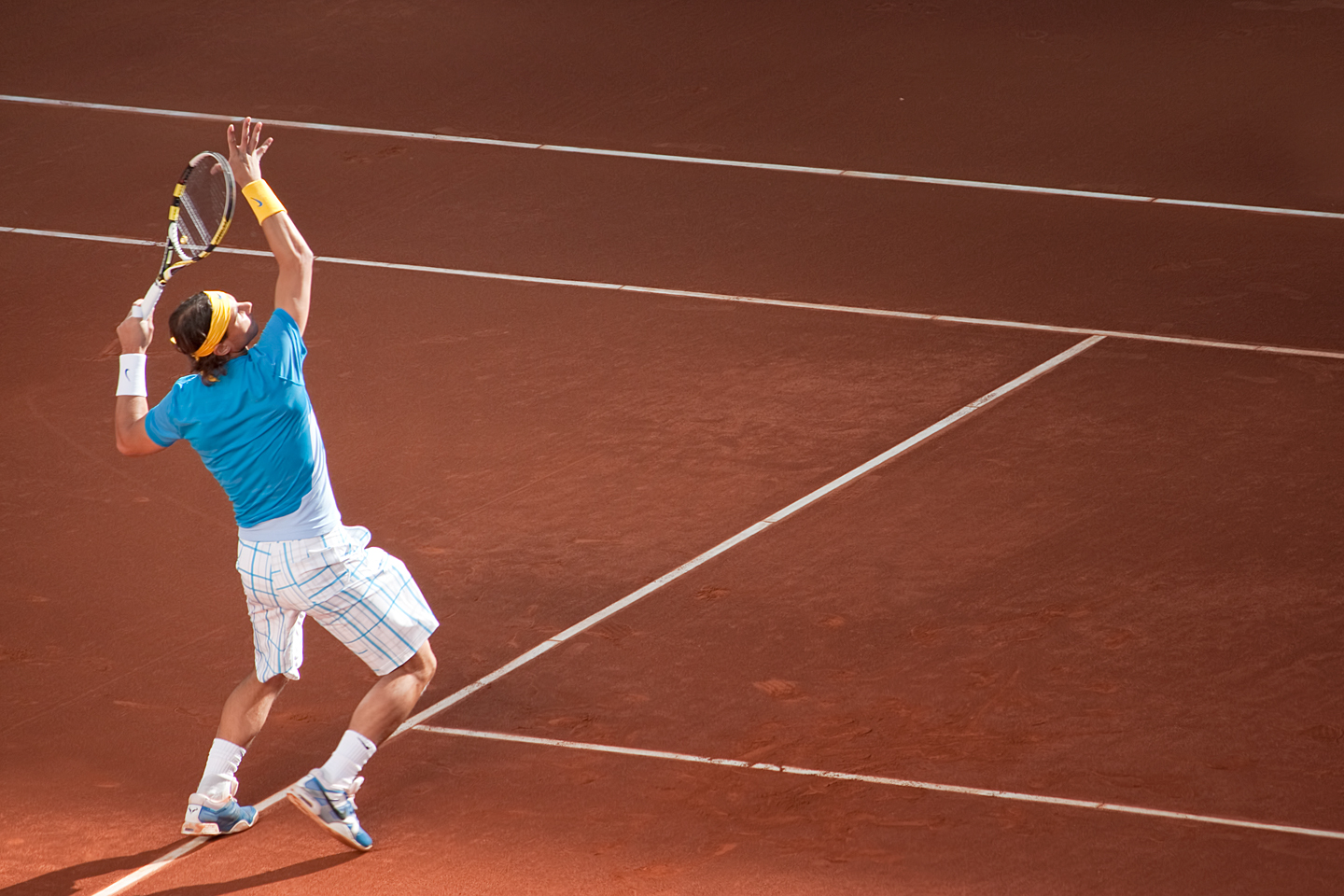
Il tennista Rafael Nadal esegue uno smash.

Nel tennis, lo smash (in italiano detto anche schiacciata) è un colpo che si effettua intercettando la palla sopra la testa, con un movimento rapido verso il basso molto simile a quello del servizio e simile alla schiacciata su pallavolo.
Si può eseguire prima o dopo il rimbalzo della palla (nel secondo caso si parla di "smash a rimbalzo") a seconda dell'altezza della palla che ci si appresta a colpire: più una palla scende dall'alto maggiore sarà la difficoltà di coordinazione per effettuare il colpo in modo efficace. In alcuni casi, è possibile fare questo colpo anche in salto, come in una schiacciata di basket (uno dei più celebri tennisti che eseguivano questo colpo è Pete Sampras); così facendo si dà alla palla un rimbalzo ancora maggiore del normale smash. In questi casi, si parla di "Slam Dunk". 
Lo smash è un colpo che permette di sviluppare una grande potenza, per questo nella maggior parte dei casi porta il punto a chi lo effettua (punto di chiusura), in particolare quando la palla viene colpita nei pressi della rete.